# آگنس مووینکل
آگنس مووینکل (انگلیسی: Agnes Mowinckel; ۲۵ اوت ۱۸۷۵ – ۱ آوریل ۱۹۶۳) کارگردان نمایش، و هنرپیشه اهل نروژ بود.